# Bryn Mawr Classical Review
La Bryn Mawr Classical Review (abrégée en BMCR) est une revue savante en ligne américaine diffusée en accès libre sur Internet, créée en 1990 par une équipe du Bryn Mawr College, situé à Bryn Mawr, en Pennsylvanie. C'est l'une des plus anciennes revues en ligne consacrée aux humanités classiques. Elle publie régulièrement des comptes rendus de lectures d'ouvrages portant sur l'Antiquité.

## Histoire
La Bryn Mawr Classical Review a été créée en novembre 1990 sous la forme d'un LISTSERV. Le développement informatique de la revue a mis à contribution les services informatiques du Bryn Mawr College, et en particulier l'assistance d'Ann Dixon, alors directrice adjointe en informatique, qui a contribué à la toute première mise en place de la BMCR.  Le site Internet a été créé en 1992 avec l'assistance de John Price-Wilkin, qui travaillait alors à l'Université de Virginie. En 1993, le site de la BMCR commence à héberger également la Bryn Mawr Medieval Review fondée par Eugene Vance, de l'Université de Washington, et le site accueille les deux publications jusqu'en 1997, où la BMMR devient The Medieval Review et développe un site Web autonome. De 1994 à 1999, le site reçoit l'assistance de l'Andrew W. Mellon Foundation, à un moment où la fondation développe un projet pour suivre le développement des revues en ligne. Entre 1998 et 2000, le Center for the Study of Architecture du Bryn Mawr College publie une revue en ligne indépendante, la Bryn Mawr Electronic Resources Reviews, qui cesse de paraître après 2000 et dont les archives sont intégrées à celle de la BMCR. En août 2008, la revue se dote d'un blog qui fournit un support supplémentaire à la publication des nouveaux comptes rendus.

## Fonctionnement de la revue
La Bryn Mawr Classical Review fait partie de Bryn Mawr Commentaries, une organisation à but non lucratif qui publie sous forme papier les Bryn Mawr Greek Commentaries et les Bryn Mawr Latin Commentaries ; les bénéfices tirés des ventes de ces commentaires financent la publication de la Bryn Mawr Classical Review sur ses différents supports. La BMCR est diffusée par le biais du site Internet (au format HTML), ou bien par e-mail sous forme de liste de diffusion. Il est également possible d'en commander des exemplaires papier. 
La BMCR publie des comptes rendus de lectures de publications savantes, monographies ou recueils d'articles. Les comptes rendus, très détaillés, sont réalisés par des enseignants-chercheurs de plusieurs universités à travers le monde, et peuvent être rédigés dans des langues variables (la BMCR accepte les comptes rendus en allemand, français, italien ou espagnol). Ils sont soumis aux mêmes exigences que des articles universitaires et sont revus et corrigés en collaboration avec le comité éditorial avant publication. Les comptes rendus sont publiés à mesure qu'ils sont prêts, sans périodicité fixe. Le site de la revue contient une liste des livres à critiquer, qu'il est possible de recevoir si l'on souhaite les lire et en réaliser les comptes rendus.

## Architecture du site Internet de laBMRC
Le site Internet de la revue, dans son architecture d'avril 2011, se compose de pages rédigées en HTML. Il contient : une page d'accueil ; une page « Read Latest » regroupant les liens vers les derniers comptes rendus en date ; une page « Archive » permettant d'accéder aux comptes rendus plus anciens ; une page About présentant la revue et une page « Editorial Board » détaillant la composition de son comité éditorial ; une page « Reviewers' Guidelines » présentant les consignes pour la rédaction de comptes rendus ; une page « Books Available for Review » regroupant les livres disponibles pour de futurs comptes rendus ; et une page présentant les Bryn Mawr Commentaries.